# Kajakarstwo na Letnich Igrzyskach Olimpijskich 1936 – K-2 10 000 m mężczyźni
Zawody w kajakarstwie klasycznym (K2) na dystansie 10000 m mężczyzn na Letnich Igrzyskach Olimpijskich 1936 zostały rozegrane 7 sierpnia 1936 r. W zawodach wzięło udział 24 zawodników z 12 państw. Zawody składały się wyłącznie z finału.

## Rezultaty

### Finał
| Poz. | Zawodnik                          | Reprezentacja     | Czas    |
| ---- | --------------------------------- | ----------------- | ------- |
|      | Paul Wevers Ludwig Landen         | III Rzesza        | 41:45,0 |
|      | Viktor Kalisch Karl Steinhuber    | Austria           | 42:05,4 |
|      | Tage Fahlborg Helge Larsson       | Szwecja           | 43:06,1 |
| 4    | Verner Løvgreen Axel Svendsen     | Dania             | 44:39,8 |
| 5    | Henk Starreveld Gerardus Siderius | Holandia          | 45:12,5 |
| 6    | Werner Zimmermann Othmar Bach     | Szwajcaria        | 45:14,6 |
| 7    | William Gaehler William Lofgren   | Stany Zjednoczone | 45:15,4 |
| 8    | Zdeněk Černický Jaroslav Humpál   | Czechosłowacja    | 46:05,4 |
| 9    | Charles Brahm Clement Spiette     | Belgia            | 47:26,1 |
| 10   | Gordon Potter Edward Deir         | Kanada            | 47:38,2 |
| 11   | Marian Kozłowski Antoni Bazaniak  | Polska            | 47:49,8 |
| 12   | Gábor Cseh Sándor Gelle           | Węgry             | 48:47,5 |